# Подгужин (гміна)
Гміна Подгужин (пол. Gmina Podgórzyn) — сільська гміна у південно-західній Польщі. Належить до Карконоського повіту Нижньосілезького воєводства.
Станом на 31 грудня 2011 у гміні проживало 8156 осіб.

## Площа
Згідно з даними за 2007 рік площа гміни становила 82.47 км², у тому числі:
- орні землі: 37.00%
- ліси: 51.00%

Таким чином, площа гміни становить 13.13% площі повіту.

## Населення
Станом на 31 грудня 2011:
| Опис     | Загалом | Загалом | Чоловіки | Чоловіки | Жінки | Жінки |
| -------- | ------- | ------- | -------- | -------- | ----- | ----- |
| одиниця  | осіб    | %       | осіб     | %        | осіб  | %     |
| все      | 8156    | 100     | 4000     | 49.04    | 4156  | 50.96 |
| міське   | 0       | 100     | 0        |          | 0     |       |
| сільське | 8156    | 100     | 4000     | 49.04    | 4156  | 50.96 |

## Сусідні гміни
Гміна Подгужин межує з такими гмінами: Карпач, Ковари, Мислаковіце, Пеховіце.